# هرنان سیلس زوازو
هرنان سیلس زوازو (اسپانیایی: Hernán Siles Zuazo‎؛ زادهٔ ۲۱ مارس ۱۹۱۴ – درگذشته ۶ اوت ۱۹۹۶) یک سیاستمدار اهل بولیوی بود. وی سه دوره از ۱۱ آوریل ۱۹۵۲ تا ۱۶ آوریل ۱۹۵۲ و از ۶ اوت ۱۹۵۶ تا ۶ اوت ۱۹۶۰ و سپس از ۱۰ اکتبر ۱۹۸۲ تا ۶ اوت ۱۹۸۵ رئیس‌جمهور این کشور بود.
هرنان سیلس زوازو در ۶ اوت ۱۹۹۶، بعد از یک دوره طولانی بیماری در سن ۸۲ سالگی درگذشت.